# Большое Боротно
Большое Боротно — деревня в Окуловском муниципальном районе Новгородской области, относится к Боровёнковскому сельскому поселению.
Деревня расположена между озёрами Белое и Черно́го на Валдайской возвышенности, в 20 км к северо-западу от Окуловки (30 км по автомобильной дороге), до административного центра сельского поселения — посёлка Боровёнка 9 км (11 км по автомобильной дороге).
| 2010 |
| ---- |
| 11   |

Неподалёку, на противоположном берегу озера Белое — деревня Теребуново, а на берегу озера Черно́го есть ещё деревня Малое Боротно.

## История
В Новгородской губернии деревня была приписана к Заручевской волости Крестецкого уезда, а с 30 марта 1918 года Маловишерского уезда. В XIX веке здесь находилось имение сестры отца художника Сергея Михайловича Романовича — Надежды Михайловны, а сам он, в детстве бывал в доме своих родителей — неподалёку, в деревне Теребуново. До 2005 года деревня входила в число населённых пунктов подчинённых администрации Боровёнковского сельсовета, после вошла в число населённых пунктов Боровёнковского сельского поселения.

## Транспорт
Ближайшая железнодорожная станция расположена в Боровёнке. Через деревню проходит автомобильная дорога из Боровёнки в Заручевье.